# 反中共デー
反中共デー（はんちゅうきょうデー）とは、記念日の1つ。毎年9月29日である。

## 概要
日本と中華人民共和国が日中共同声明に調印してからちょうど30年後の2002年9月29日、日本の右翼・民族派は、「中共（中国）についても反ソ連デーと同様の記念日を定める必要がある」という名目で「9・29反中共デー共闘委員会」を結成して、「中国共産党の打倒」「尖閣諸島死守」を掲げて集会やデモを行うことになった。